# Alexandrina Cabral Barbosa
Alexandrina Cabral Barbosa (* 5. Mai 1986 in Lissabon) ist eine ehemalige spanische Handballspielerin portugiesischer Herkunft. Im Jahr 2024 beendete sie ihre Karriere.

## Vereinskarriere
Alexandrina Cabral Barbosa spielte bis 2005 beim portugiesischen Verein Madeira Andebol SAD, danach bis 2008 in Spanien bei Astroc Sagunto. Anschließend wechselte sie zum rumänischen Klub C.S. Rulmentul-Urban Brașov. Nach zwei Jahren kehrte die 1,75 Meter große Rückraumspielerin zurück nach Spanien, wo sie 2011 und 2012 mit Itxako Reyno De Navarra jeweils die Meisterschaft und den Pokal gewann. In der Saison 2012/13 spielte sie in Rumänien beim CS Oltchim Râmnicu Vâlcea, mit dem sie rumänischer Meister 2013 wurde. Nachdem Vâlcea Insolvenz anmeldete, wechselte sie im Juli 2013 in die deutsche Bundesliga zum Thüringer HC, bei dem sie einen Einjahresvertrag unterschrieb. Mit dem THC gewann sie 2014 die deutsche Meisterschaft. Ab dem Sommer 2014 lief sie für den französischen Erstligisten CJF Fleury Loiret Handball auf. Mit Fleury Loiret gewann sie 2015 die französische Meisterschaft. Zur Saison 2016/17 wechselte sie zum russischen Erstligisten GK Rostow am Don. Mit Rostow gewann sie 2017 den EHF-Pokal sowie 2017 und 2018 die russische Meisterschaft. Im Sommer 2018 schloss sie sich dem französischen Verein Nantes Loire Atlantique Handball an. Im Sommer 2020 wechselte sie zum rumänischen Erstligisten CSM Bukarest. Mit CSM Bukarest gewann sie 2021 die rumänische Meisterschaft. Daraufhin schloss sie sich dem Ligakonkurrenten CS Gloria 2018 Bistrița-Năsăud an. Im Februar 2022 wechselte sie zum spanischen Erstligisten BM Morvedre. In der Saison 2023/24 stand sie beim französischen Erstligisten Brest Bretagne Handball unter Vertrag.
Cabral Barbosa spielte von 2003 bis 2014 jede Saison mit ihrem jeweiligen Verein in der EHF Champions League, ihr größter Erfolg war die Finalteilnahme in der Saison 2010/11.

## Auswahlmannschaften
Sie gehörte bis 2009 zum Kader der portugiesischen Nationalmannschaft, nach eigenen Angaben trug sie mehr als 150 mal das Trikot der portugiesischen Auswahl.
2012 nahm sie die spanische Staatsbürgerschaft an und lief daraufhin für Spanien auf, erstmals am 30. November 2012. Sie gewann bei der Europameisterschaft 2014 die Silbermedaille. Sie nahm an den Olympischen Spielen 2016 in Rio de Janeiro teil. Bei der Weltmeisterschaft 2019 gewann sie mit der spanischen Auswahl die Silbermedaille und wurde in das All-Star-Team gewählt. Auch an den Olympischen Spielen 2021 in Tokio, an der Europameisterschaft 2022 und an den Olympischen Spielen 2024 in Paris nahm sie teil.
Von November 2012 bis August 2024 bestritt sie insgesamt 171 Länderspiele für Spaniens A-Auswahl und erzielte dabei 765 Tore.

## Privates
Barbosa wurde in Portugal geboren und kam im Jahr 2005 nach Spanien, durch Adoption hat sie die spanische Staatsbürgerschaft. Sie ist Mutter eines Kindes.